# Фрутвейл (Британська Колумбія)
Фрутвейл (англ. Fruitvale) — селище у провінції Британська Колумбія (Канада), в окрузі Кутеней-Баундарі: на кордоні зі США.

## Зовнішні посилання
- Village of Fruitvale [Архівовано 1 квітня 2019 у Wayback Machine.] - Офіційний сайт (англ.)